# Hans Wanders
Hans Wanders (21 januari 1957) is een Nederlands voormalig profvoetballer die als centrale middenvelder speelde.
Wanders kwam in 1975 van DVC '26 uit Didam bij De Graafschap. Daar speelde hij tot 1986, op het seizoen 1982/83 op huurbasis in Nijmegen bij N.E.C. na. Nadat hij nog een seizoen op huurbasis bij SC Heracles '74 speelde, beëindigde hij zijn carrière.